# Žalobín
Žalobín je obec na Slovensku v okrese Vranov nad Topľou. Žije zde 815 obyvatel.

## Poloha
Obec leží na jižním okraji Nízkých Beskyd  v údolí řeky Oľky nedaleko jejího soutoku s řekou Ondavou. Povrch má mírně zvlněnou pahorkatinu, do které z jihu zasahuje údolí Petrovská debra s Matiašovským potokem, a odlesněnou rovinu v údolí Oľky. Území je tvořeno horninami bradlového pásma, kvartérními náplavami, svahovými a sprašovými hlínami. Nadmořská výška se pohybuje v rozmezí 130–400 m, střed obce je ve výšce 140 m n. m.

### Sousední obce
Žalobín je obklopen sousedními obcemi Jasenovce na severu, Karná na východě, Ondavské Matiašovce na jihu a Malá Domaša na západě.

## Vodní toky
Obcí protéká řeka Oľka, která zleva přibírá v obci Žalobínský potok a ústí do řeky Ondava, která teče v katastru obce Malá Domaša. Ondava je v úseku Slovenská Kajňa – Hencovce celoročně splavná. Poskytuje vhodné podmínky pro vodní turistiku i pro úplné začátečníky. V blízkosti obce funguje i půjčovna lodí, která organizuje splavy na řekách Ondava, Laborec, Topľa a Latorica.

## Vodní plochy
- Veľká Domaša – 4 km

## Historie
První písemná zmínka o obci pochází z roku 1451, kde je uvedena jako Salaba v listině neuskutečněného dělení rodinného majetku Drugetovců. Pozdější název Žalobin z roku 1773, maďarsky Zsalobin, Újszomotor. Obec náležela k panství Humenné. Od roku 1658 do vzniku Československa ji vlastnila rodina Hadík-Barkóczyů. V roce 1557 byla ves daněna z osmi port.. V roce 1715 bylo uváděno šest opuštěných a 12 obydlených domácností. V roce 1787 žilo v 60 domech 488 obyvatel a v roce 1828 žilo 473 obyvatel v 62 domech. Hlavní obživou byla práce v lesích.
V období druhé světové války během SNP se obec zapojila do partyzánského hnuti a koncem roku 1944 byla vypálená.

## Pamětihodnosti
Římskokatolický farní kostel svatého Františka z Assisi z let 1765–1768 náleží římskokatolické farnosti Žalobín, děkanát Vranov nad Topľou arcidiecéze košická.
Kostel je jednolodní původně barokní stavba s polygonálním zakončením kněžiště a mírně představěnou věží. Stojí na místě starší stavby ze 16. nebo 17. století. Interiér je zaklenut renesančními klenbami. V kostele se nachází rokoková kazatelna z druhé poloviny 18. století, ostatní vybavení je novodobé. Fasády kostela člení polokruhově zakončená okna a opěrné pilíře. Věž je členěna lizénovým rámem a zakončena jehlanovou střechou.

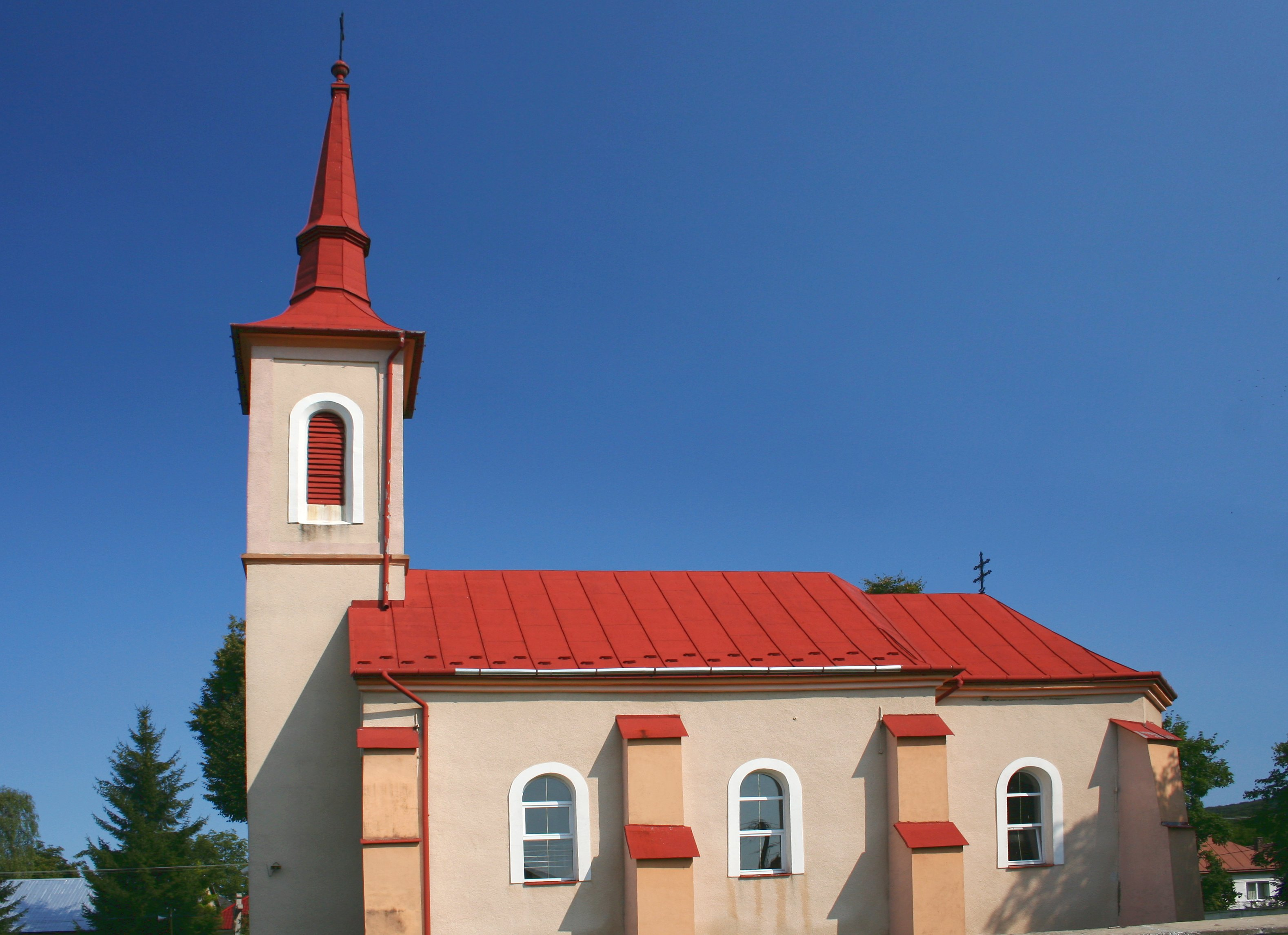
kostel v Žalobíně
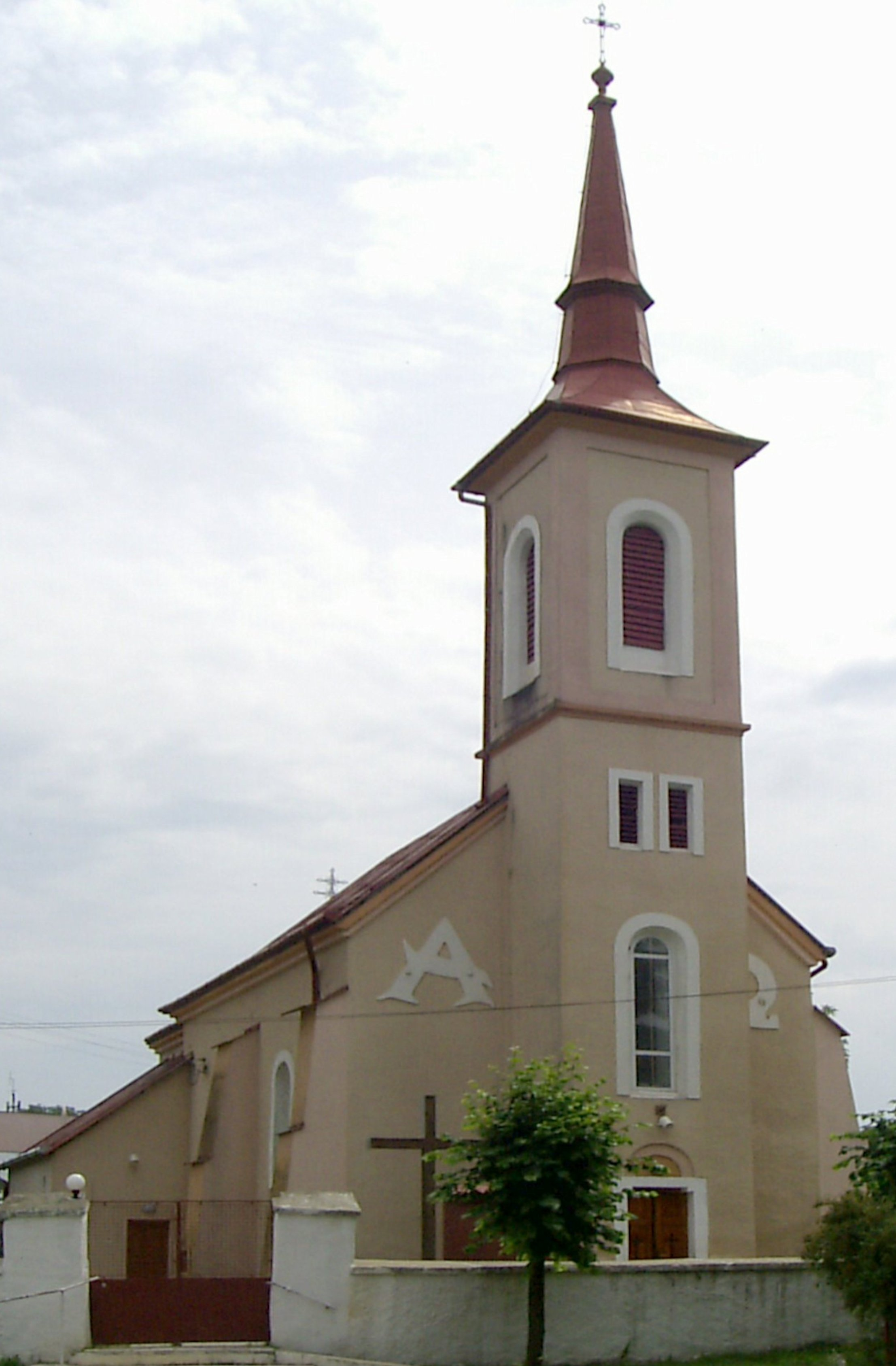